# King Gnu
King Gnu — японський гурт, створений у 2013 році.   До складу колективу входять Даікі Цунета (вокаліст і гітарист), Сатору Ігучі (вокаліст і клавішник), Кадзукі Араі (басист) і Ю Секі (барабанщик).  Даікі Цунета є автором текстів переважної більшості пісень, зокрема саундртеку до аніме Jujutsu Kaisen -  "SPECIALZ". 

## Кар'єра
У 2013 році було стоврено колектив Mrs.Vinci, який пізніше змінив назву на Srv. Vinci. Їх першою піснею стала "ABUKU(泡)" (泡 - "бульбашка" з японської),  яку було випущено під творчим лейблом Perimetron.
У 2017 році гурт обрав нове ім'я -  King Gnu. За словами Кадзукі Арая, назва спала на думку Цунеті. "Gnu" символузіє стадних тварин, а "King" - король, лідер, що веде їх. У 2017 та 2018 роках грут виступав на Fuji Rock Festival    , а 25 жовтня 2017 було опубліковано перший альбом King Gnu "Tokyo Rendez-Vous". Трек "Vinyl" був використаний у рекламі Persol Tempstaff, випущений 25 січня наступного року. 
У січні 2019 року гурт випустив Sympa, свій перший реліз під великим лейблом після підписання контракту з Ariola Japan . Наступного місяця King Gnu випустили хіт "Hakujitsu", який за підсумками року посів 4 місце в чарті Billboard Japan Hot 100 .  У жовтні колектив випускає "Kasa" і досягає першого місця в Billboard Japan Download Chart. 
Третій альбом гурту, Ceremony, з'явився в мережі 5 січня 2020 року. Проєкт мав комерційний успіх, посів вершину японського чарту альбомів Oricon, чарту альбомів Billboard Japan і став одним із 10 найбільш продаваних альбомів 2020 року в усьому світі (було продано понад мільйон копій).  Того ж року було анонсовано  загальнонаціональний тур, але всі виступи були відкладені через пандемію COVID-19 .  У серпні група провела свій перший онлайн-концерт.  8 вересня було оголошено, що King Gnu  стане першим японським артистом, який підпише угоду про партнерство з Red Bull . 
У серпні 2021 року було оголошено, що King Gnu буде виконувати опенінг "Boy" для аніме-адаптації Ranking of Kings ;  пісня була випущена в жовтні.  У грудні студія MAPPA анонсувала вихід стрічки Jujutsu Kaisen 0, для якої King Gnu створили дві нові пісні. Це пісні "Ichizu" (яп. 一途, "Єдиний шлях")  і "Sakayume" (яп. 逆夢, "Протилежна мрія") , які є початковою та кінцевою темами для фільму Jujutsu Kaisen . У березні 2022 року гурт випускає пісню "Chameleon" (яп. カメレオン, Камереон)   , який є темою для японської теледрами «Не називай це таємницею».  У листопаді 2022 року King Gnu відіграли один із наймасштабніших концертів у своїй кар’єрі - протягом двох днів вони проводили виступ у Tokyo Dome. На заході були прусітні понад 100 000 шанувальників.
У травні та червні 2023 року King Gnu провів свій найбільший тур у Японії під назвою «Closing Ceremony», під час якого вони вперше зіграли на стадіонах через п’ять років після свого дебюту. 
Найбільш популряним релізом гурту за кількістю прослуховувань є пісня "Specialz". Першопочатково трек було написано опенінгом для другого сезону аніме Jujutsu Kaisen, і було випущено 1 вересня 2023 року.  